# Конференц-телефон
Конференц-телефон (телефон для аудио конференц-связи) — телефонный аппарат, предназначенный для проведения групповых аудиоконференций.
Конференц-телефоны изначально применялись только в корпоративном секторе. В России эти аппараты впервые появились в представительствах иностранных компаний, но постепенно стали неотъемлемым атрибутом и отечественных офисов.
Конференц-телефоны обычно устанавливают в переговорных комнатах или в кабинетах руководителей.

## Назначение
Основная задача конференц-телефона — обеспечение комфортного общения группы людей с удаленным телефонным собеседником по громкой связи.
Конференц-телефоны используются:
- при проведении переговоров (для привлечения к разговору новых участников)
- при проведении совещаний и летучек (для консультаций с коллегами и сотрудниками)
- в качестве альтернативы обычному телефонному аппарату (пользователь конференц-телефона не привязан к телефонной трубке и может свободно перемещаться в помещении, где установлен конференц-телефон)

## Устройство
Конференц-телефон обычно имеет:
- клавиши набора номера (тастатуру)
- встроенный громкоговоритель
- встроенные микрофоны с широкой диаграммой направленности (обычно используется три микрофона)

Для увеличения радиуса действия конференц-телефон обычно поддерживает подключение внешних микрофонов.
Конференц-телефон без клавиш набора номера называют конференц-приставкой. Конференц-приставка подключается к обычному телефонному аппарату, через который происходит набор телефонных номеров. Конференц-приставка поддерживает минимум функций, стандартный набор элементов управления включает в себя кнопки: ответить, закончить разговор, уменьшить/увеличить громкость звука.

## Возможности
В отличие от обычной громкой связи, встроенной практически в любой современный телефон , конференц-телефоны рассчитаны на обеспечение качественной громкой связи в помещениях от 15 до 25 кв.м. Радиус действия телефона обычно не превышает 70 см.
Качественная громкая связь в конференц-телефоне обеспечивается за счет применения DSP-процессоров и специальных алгоритмов, которые обеспечивают эхоподавление, фильтрацию окружающих шумов и обеспечивают полнодуплексную связь.

### Полнодуплексная связь
Конференц-телефон обеспечивает полнодуплексную громкую связь собеседников. Это означает, что все участники аудиоконференции могут одновременно говорить и слышать друг друга.
Спикерфон в телефонном аппарате работает в полудуплексном режиме, то есть:
- только вы говорите, а ваш собеседник слушает
- только ваш собеседник говорит, а вы слушаете

Таким образом общение по конференц-телефону наиболее приближено к естественному человеческому общению.

## Подключение
Конференц-телефоны подключаются практически ко всем современным каналам связи, предназначенным для голосового общения:
- аналоговая телефонная линия
- цифровая (ISDN) телефонная линия
- DECT база (подключение аналогично DECT телефонной трубке)
- компьютер (USB- или Bluetooth-подключение) для работы с программами IP-телефонии (Skype и др.)
- мобильный телефон (проводное подключение или Bluetooth)
- IP-сеть (прямое подключение)

Современные конференц-телефоны обеспечивают одновременное подключение и работу по нескольким каналам связи.

## Организация конференций
Обычно конференц-телефон обеспечивает конференц-связь только с одним удаленным абонентом. Для увеличения числа участников необходимо использовать дополнительное оборудование (например, конференц-мост, в случае организации конференции по каналам традиционной телефонии).
Конференция может также организовываться и силами ПО. Например, конференц-связь на несколько участников позволяют реализовывать различные программы IP-телефонии (Skype и др.), в этом случае конференц-телефон используется просто для громкой связи (вызов абонента производится на ПК).
Современные конференц-телефоны, поддерживающие подключения к различным каналам связи, могут также поддерживать и проведение конференций сразу по нескольким каналам. Одновременно в такой конференции могут принимать участие абоненты различных сетей, например: традиционная телефония, мобильный телефон, программа IP-телефонии.

## Дополнительные возможности
- запись телефонных разговоров (на карту памяти или внешнее звукозаписывающее устройство)
- подключение телефонной гарнитуры

## Производители
- Konftel (Швеция)
- Aethra (Италия)
- Polycom (США)